# Uzunkol

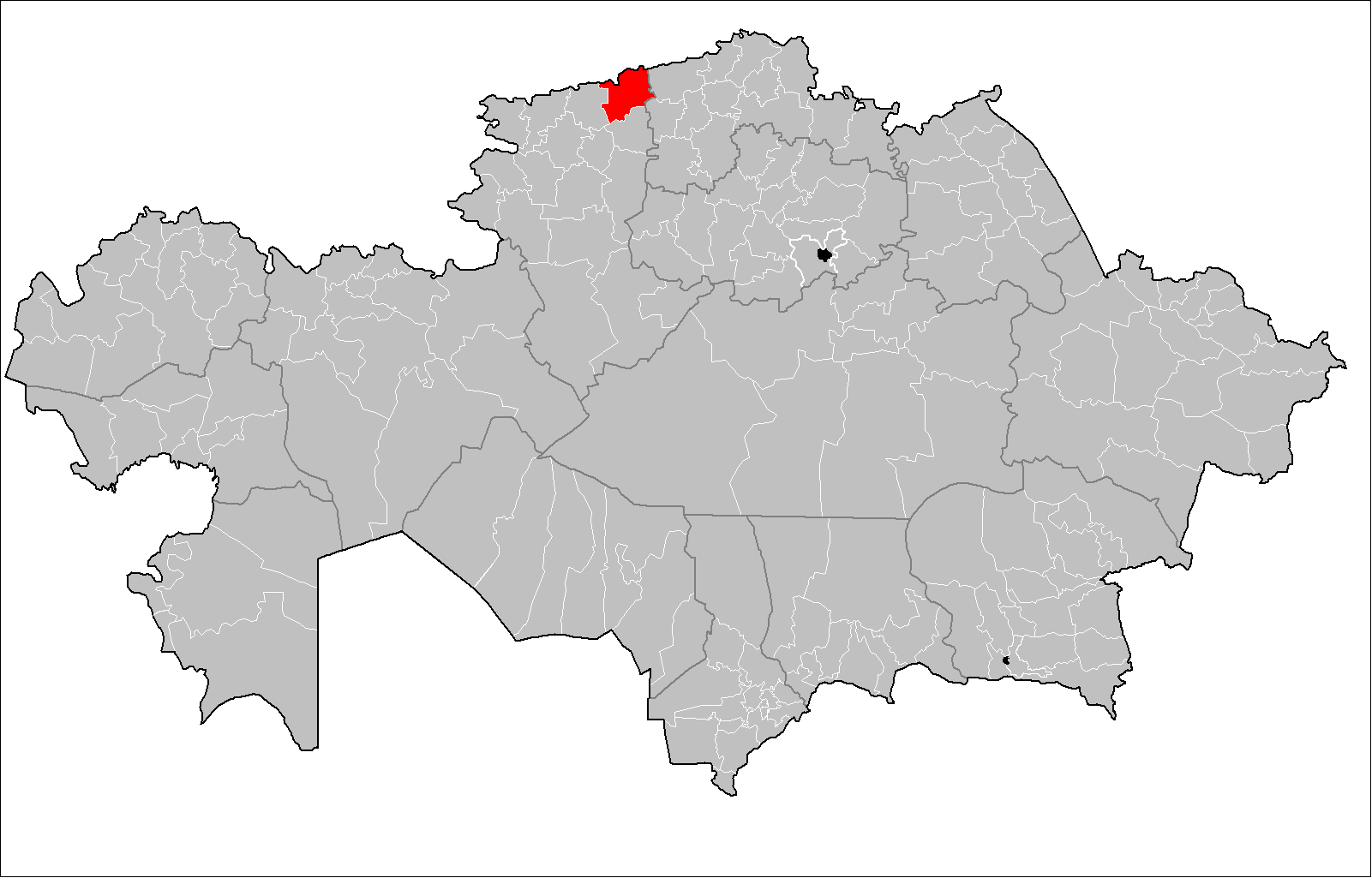
Ubicación del distrito en mapa nacional

Uzunkol (en kazajo Ұзынкөл ауданы, en ruso Uzunkol'skiy) es uno de los 16 distritos en los que se divide la provincia de Kostanái, Kazajistán.

## Población
Según el censo de 1999, tenía 31 332 habitantes. Para el censo de 2009 se había dado un importante descenso de la población y se registraron 25 480 habitantes.